# 你的顏色
《你的顏色》是Science SARU製作的日本動畫電影，於2024年8月30日上映。

## 概要
原定於2023年秋季公開，但2023年8月23日宣布延至2024年上映，最後於2024年8月30日上映。

## 登場人物
日暮窦子（聲：鈴川紗由）
作永希美（聲：高石明里）
影平路易（聲：木戶大聖）
修女日吉子（聲：新垣結衣）

## 音乐

### 主题曲
〈in the pocket〉

## 反应

### 评价
根据評論匯總网站爛番茄汇总的42篇评论文章，93%的评论家给予该作正面评价。在Metacritic上，17位影評人共給予了76分的分數（滿分100分），這部電影獲得了「普遍好評」。

### 获得奖项与提名
| 年份 | 頒獎典禮             | 獎項       | 获奖者／获提名者 | 結果 | 来源  |
| ---- | -------------------- | ---------- | ---------------- | ---- | ----- |
| 2024 | 第26届上海国际电影节 | 最佳动画片 | 《你的颜色》     | 獲獎 | [ 7 ] |

## 腳註

### 來源
1. ↑  . 2025-02-07  [2025-02-07]. （原始内容存档于2025-02-07）.
2. 1 2  @toho_movie.  (推文). 2023-12-03  [2023-12-16] –Twitter （日语）.
3. ↑  . コミックナタリー.   [2023-12-16]. （原始内容存档于2024-02-04） （日语）.
4. 1 2 3 4  . Comic Natalie. 2024-03-18  [2024-03-18]. （原始内容存档于2024-03-25） （日语）.
5. ↑  . Rotten Tomatoes. Fandango Media.   [2025-02-24].
6. ↑  . Metacritic. Fandom.   [2025-02-24].
7. ↑  . 上海国际电影节. 2024-06-22  [2024-06-22]. （原始内容存档于2025-01-23） （中文（中国大陆））.

## 外部連結
- 你的顏色在動畫新聞網百科全書中的資料（英文）
- 互联网电影数据库（IMDb）上《你的顏色》的资料（英文）